# Maksym Mazuryk
Maksym Anatolijowycz Mazuryk (ukr. Максим Анатолійович Мазурик, ros. Максим Анатольевич Мазурик, Maksim Anatoljewicz Mazurik; ur. 2 kwietnia 1983 w Doniecku) – ukraiński lekkoatleta, skoczek o tyczce.

## Kariera sportowa
Międzynarodową karierę rozpoczynał w 2002 roku od zdobycia mistrzostwa świata juniorów. Rok później wywalczył brązowy medal młodzieżowego czempionatu Starego Kontynentu. W 2006 pierwszy raz w karierze wystąpił w mistrzostwach Europy zajmując w Göteborgu ósme miejsce. W 2007 był jedenasty na mistrzostwach świata, a w rok później odpadł w kwalifikacjach igrzysk olimpijskich. Tuż za podium, na czwartym miejscu, uplasował się podczas mistrzostw świata w 2009 roku w Berlinie. Wicemistrz Europy z Barcelony (2010). Na początku sezonu 2011 odpadł w eliminacjach halowych mistrzostw Europy w Paryżu. Reprezentant Ukrainy w drużynowym czempionacie Europy oraz medalista mistrzostw kraju.
Wyniki testów antydopingowych z 2012 wykazały obecność niedozwolonych substancji w krwi zawodnika. W 2017 Mazuryk został zdyskwalifikowany na dwa lata (do maja 2018), a jego rezultaty osiągnięte od lipca 2012 do lipca 2014 zostały anulowane.
Rekordy życiowe: hala – 5,88 (12 lutego 2011, Donieck); stadion – 5,82 (6 czerwca 2008, Jałta). Podczas mistrzostw świata juniorów w 2002 roku Mazuryk rezultatem 5,55 ustanowił rekord Ukrainy juniorów w skoku o tyczce.

## Osiągnięcia
| Rok  | Impreza                                 | Miejsce   | Lokata            | Wynik |
| ---- | --------------------------------------- | --------- | ----------------- | ----- |
| 2002 | Mistrzostwa świata juniorów             | Kingston  | 1. miejsce        | 5,55  |
| 2003 | Młodzieżowe mistrzostwa Europy          | Bydgoszcz | 3. miejsce        | 5,45  |
| 2005 | Młodzieżowe mistrzostwa Europy          | Erfurt    | 6. miejsce        | 5,60  |
| 2006 | Halowe mistrzostwa świata               | Moskwa    | el. – 14. miejsce | 5,45  |
| 2006 | Mistrzostwa Europy                      | Göteborg  | 8. miejsce        | 5,50  |
| 2007 | Mistrzostwa świata                      | Osaka     | 11. miejsce       | 5,76  |
| 2008 | Halowe mistrzostwa świata               | Walencja  | 6. miejsce        | 5,70  |
| 2008 | Igrzyska olimpijskie                    | Pekin     | el. – 16. miejsce | 5,55  |
| 2008 | Światowy finał lekkoatletyczny IAAF     | Stuttgart | 3. miejsce        | 5,60  |
| 2009 | Mistrzostwa świata                      | Berlin    | 4. miejsce        | 5,75  |
| 2009 | Światowy finał lekkoatletyczny IAAF     | Saloniki  | 1. miejsce        | 5,70  |
| 2010 | Halowe mistrzostwa świata               | Doha      | el. – 14. miejsce | 5,45  |
| 2010 | Superliga drużynowych mistrzostw Europy | Bergen    | 8. miejsce        | 5,25  |
| 2010 | Mistrzostwa Europy                      | Barcelona | 2. miejsce        | 5,80  |
| 2010 | Puchar interkontynentalny               | Split     | 4. miejsce        | 5,65  |
| 2011 | Halowe mistrzostwa Europy               | Paryż     | el. – 9. miejsce  | 5,55  |
| 2011 | Superliga drużynowych mistrzostw Europy | Sztokholm | 1. miejsce        | 5,72  |
| 2012 | Igrzyska olimpijskie                    | Londyn    | el. – 18. miejsce | 5,35  |